# Torlegård-Gletscher
Der Torlegård-Gletscher ist ein 6 km langer Gletscher an der Fallières-Küste des Grahamlands auf der Antarktischen Halbinsel. Er fließt östlich des Mount Wilcox in nordwestlicher Richtung zur Square Bay.
Das UK Antarctic Place-Names Committee benannte ihn 2016. Namensgeber ist der Schwede Anders Kennert Ingemar Torlegård (1937–2016) von der Königlich Technischen Hochschule Stockholm, Generalsekretär (1984–1988) und Vorsitzender (1988–1992) der International Society for Photogrammetry and Remote Sensing.